# Patricia Wartusch
Patricia Wartusch (Innsbruck, 1978. augusztus 5. –) osztrák teniszezőnő. 1997-ben kezdte profi pályafutását, két egyéni és hat páros WTA-tornát nyert meg. Legjobb egyéni világranglista-helyezése hatvanötödik volt, ezt 2000 áprilisában érte el.

## Év végi világranglista-helyezései
| Év       | 1994 | 1995 | 1996 | 1997 | 1998 | 1999 | 2000 | 2001 | 2002 | 2003 | 2004 |
| Helyezés | 781. | 514. | 253. | 197. | 133. | 91.  | 90.  | 151. | 82.  | 154. | 222. |

## Külső hivatkozások
- Patricia Wartusch profilja a WTA oldalán (angolul)